# USS Improve (AM-247)
USS Improve (AM-247) – trałowiec typu Admirable służący w United States Navy w czasie II wojny światowej. Służył na północnym Atlantyku, następnie na Pacyfiku.
Stępkę okrętu położono 1 czerwca 1943 w stoczni Savannah Machine & Foundry Co. w Savannah (Georgia). Zwodowano go 26 września 1943, matką chrzestną była J. E. Poythress. Jednostka weszła do służby 29 lutego 1944, pierwszym dowódcą został Lt. P. W. Howle, Jr.
Brał udział w działaniach II wojny światowej. Oczyszczał z min wody Dalekiego Wschodu po wojnie. Sprzedany w 1949 Ricardo Granja i przemianowany na MV „Ecuador”. Zatopiony w 1953.

## Odznaczenia
„Improve” otrzymał 2 battle star za służbę w czasie II wojny światowej.